# Felix Bohnke

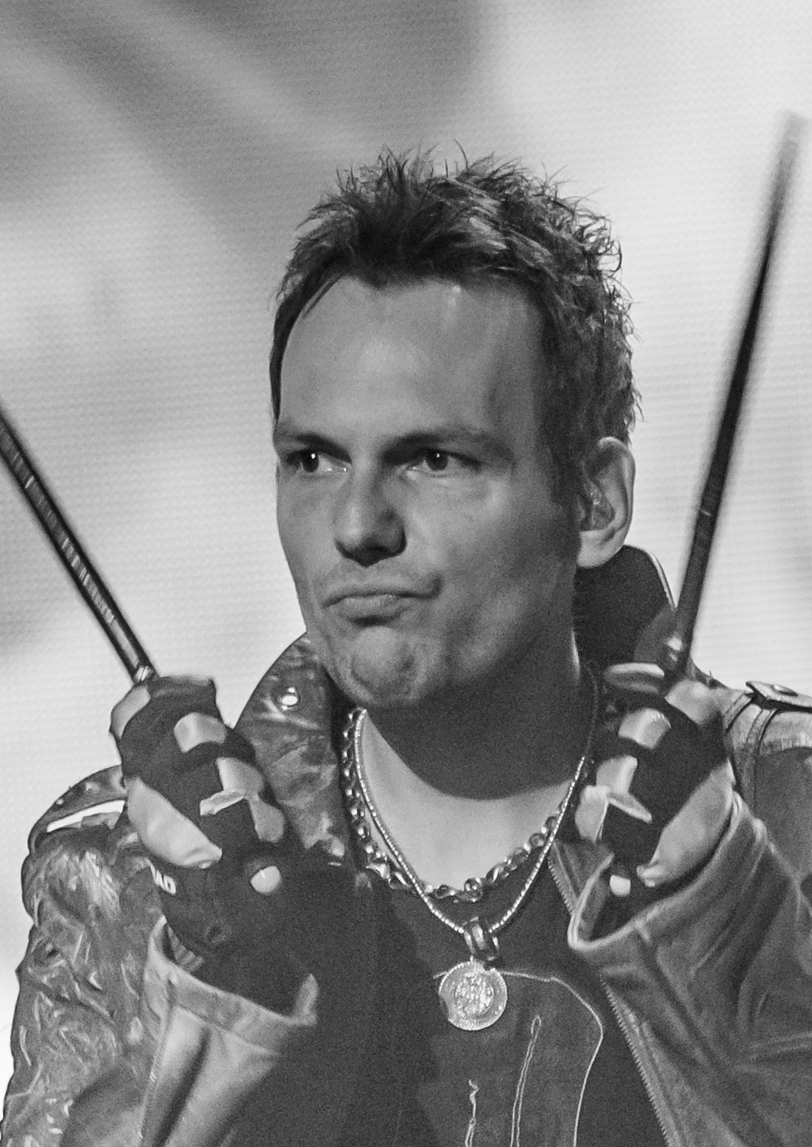
Felix Bohnke (2016)

Felix Bohnke (* 2. September 1974 in Königstein im Taunus) ist ein deutscher Schlagzeuger, der besonders durch seine Arbeit mit der Band Edguy bekannt geworden ist.

## Werdegang
Im Alter von acht Jahren spielte Bohnke das erste Mal in einer Trommelgruppe. Zwei Jahre später bekam er den ersten Einzelunterricht an der Musikschule Konstanz. Er spielte damals bereits Auftritte mit einer Percussion-Gruppe, bis er laut eigenen Angaben 1987 durch die Tele-5-Sendung Hard ’n Heavy auf den Geschmack von Hard Rock kam. Nachdem seine Familie Ende der 1980er Jahre nach Marburg zog, lernte er an der dortigen Musikschule verstärkt Rock-Schlagzeug. Dort gründete er seine erste Band Merciless Gnom, in der er sechs Jahre aktiv war und mit der er drei Demoaufnahmen veröffentlichte. Dazu hatte er eine Band namens Exiled und spielte in der Big Band seiner Schule.
Von 1993 bis 2002 spielte Felix Bohnke des Öfteren sporadisch als Schlagzeuger der Band Squealer, bei der auch Tobias 'Eggi' Exxel aktiv war.
Im Sommer 1998 stieß Felix Bohnke zur deutschen Power-Metal-Band Edguy. Die Band veröffentlichte seitdem neun Studioalben; dabei erreichte Age Of The Joker im Jahr 2011 Platz 3 der deutschen Albumcharts. Für April 2014 ist die Veröffentlichung des zehnten Albums SPACE POLICE - Defenders Of The Crown geplant. Bohnke spielte mit Edguy unter anderem als Vorband für Aerosmith, Deep Purple, Slash und Motörhead. Er spielte auch bereits mehrfach auf internationalen Festivals wie beispielsweise dem Download-Festival oder dem Wacken Open Air.
Zudem ist Felix Bohnke noch als Schlagzeuger von Tobias Sammets Soloprojekt Avantasia aktiv. Er spielte auf den Alben The Wicked Symphony und Angel Of Babylon Gastbeiträge und war mit der Band bei Live-Auftritten unterwegs. Bohnke absolvierte mit Avantasia alle drei Touren, die Scarecrow World Tour, die Metal Opera Comes to Town Tour und die Mystery World Tour.

## Diskografie
mit Edguy
- Theater Of Salvation (1999)
- The Savage Poetry (2000)
- Mandrake (2001)
- Burning Down The Opera - Live! (2003)
- Hall Of Flames (2004)
- Hellfire Club (2004)
- Rocket Ride (2006)
- Tinnitus Sanctus (2008)
- Fucking with Fire (2009)
- Age Of The Joker (2011)
- Space Police (2014)

mit Avantasia
- The Wicked Symphony (2010)
- Angel of Babylon (2010)
- Ghostlights (2016)
- Moonglow (2019)